# Калімагнезія
Калімагне́зія (сульфат калію та магнію, K2SO4·MgSO4) — калійно-магнієве добриво, яке не містить хлору. Цінним є також вміст сірки, який може сягати 15 %[джерело?].

## Застосування
Застосовується у всіх ґрунтово-кліматичних зонах. Найефективніше це добриво на ґрунтах, які мають низьку забезпеченість магнієм, а також на культурах, що чутливі до шкідливої дії хлору: гречка, картопля, соя, горох, льон, овочі, тютюн, виноград. Крім того, наявність магнію, що позитивно впливає на ростові процеси та синтез вуглеводів, робить добриво найефективнішим на легких ґрунтах[джерело?].